# Cerastis suffusa
Cerastis suffusa är en fjärilsart som beskrevs av Tutt 1892. Cerastis suffusa ingår i släktet Cerastis och familjen nattflyn. Inga underarter finns listade i Catalogue of Life.